# Greatest Hits Vol. 1 (Cockney Rejects)
Greatest Hits Vol. 1 è il primo album in studio dei Cockney Rejects, pubblicato nel 1980 dalla EMI. Nonostante il titolo non è una compilation di brani già pubblicati ma è un album di inediti. 

## Tracce
Lato A
1. I'm Not a Fool – 3:49
2. Headbanger – 1:28
3. Bad Man – 2:37
4. Fighting in the Street – 2:37
5. Shitter – 1:53
6. Here They Come Again – 2:47
7. Joint the Rejects – 2:43

Durata totale: 17:54
Lato B
1. East End – 2:14
2. The New Song – 2:28
3. Police Car – 1:58
4. Someone Like You – 2:54
5. They're Gonna Put Me Away – 1:18
6. Are You Ready to Ruck – 2:19
7. Where The Hell Is Babylon – 2:26

Durata totale: 15:37